# Mitigación del sesgo cognitivo
La mitigación del sesgo cognitivo es la prevención y reducción de los efectos negativos de los sesgos cognitivos: influencias inconscientes y automáticas en el juicio humano y la toma de decisiones que producen errores de razonamiento de manera confiable.
Faltan teorías integrales y coherentes sobre la mitigación del sesgo cognitivo. Este artículo describe herramientas, métodos, propuestas y otras iniciativas de eliminación de sesgos, en disciplinas académicas y profesionales relacionadas con la eficacia del razonamiento humano, asociadas al concepto de mitigación del sesgo cognitivo; la mayoría aborda la mitigación de manera tácita en lugar de explícita.
Un debate de larga data sobre la toma de decisiones humana se relaciona con el desarrollo de una teoría y práctica de mitigación de sesgos. Este debate contrasta el estándar del agente económico racional para la toma de decisiones versus uno basado en las necesidades y motivaciones sociales humanas. El debate también contrasta los métodos utilizados para analizar y predecir la toma de decisiones humanas, es decir, el análisis formal que enfatiza las capacidades intelectuales versus la heurística que enfatiza los estados emocionales. Este artículo identifica elementos relevantes para este debate.

## Contexto
Una gran cantidad de evidencia ha establecido que una característica definitoria de los sesgos cognitivos es que se manifiestan automáticamente e inconscientemente sobre una amplia gama de razonamiento humano, por lo que incluso aquellos conscientes de la existencia del fenómeno son incapaces de detectar, y mucho menos mitigar, su manifestación solo a través de la conciencia.

## Efectos del sesgo cognitivo en el mundo real
Hay pocos estudios que vinculen explícitamente los sesgos cognitivos con incidentes del mundo real con resultados muy negativos. Ejemplos:
- Un estudio[11] se centró explícitamente en el sesgo cognitivo como posible contribuyente a un evento de nivel de desastre; este estudio examinó las causas de la pérdida de varios miembros de dos equipos de expedición en el Monte Everest en dos días consecutivos en 1996. Este estudio concluyó que varios sesgos cognitivos estaban "en juego" en la montaña, junto con otras dinámicas humanas. Este fue un caso de personas altamente capacitadas y experimentadas que rompieron sus propias reglas, aparentemente bajo la influencia del efecto superconfianza, la falacia del costo hundido, la heurística de disponibilidad y quizás otros sesgos cognitivos. Cinco personas, incluidos los dos líderes de la expedición, perdieron la vida a pesar de las advertencias explícitas en las sesiones informativas antes y durante el ascenso al Everest. Además de los errores de los líderes, la mayoría de los miembros del equipo, aunque reconocieron los juicios erróneos de su líder, no insistieron en seguir las reglas de ascenso establecidas.
- En un estudio de MarketBeat de 2010,[12] investigadores alemanes examinaron el papel que ciertos sesgos cognitivos pueden haber tenido en la crisis financiera mundial que comenzó en 2007. Su conclusión fue que el nivel de experiencia de los analistas bursátiles y los comerciantes los hacía muy resistentes a las señales que no se ajustaban a sus creencias sobre la continuación del statu quo. Atrapados por un fuerte sesgo de confirmación reforzado por el efecto de exceso de confianza y el sesgo del statu quo, aparentemente no pudieron ver las señales del colapso financiero, incluso después de que se hicieron evidentes para los no expertos.
- De manera similar, Kahneman, Premio Nobel de Economía, informa[13] en un estudio revisado por pares que los gerentes financieros altamente experimentados se desempeñaron 'no mejor que el azar', en gran parte debido a factores similares a los informados en el estudio anterior, al que denominó "ilusión de habilidad". Existen numerosas investigaciones de incidentes que determinaron que el error humano fue fundamental para resultados reales o potenciales altamente negativos en el mundo real, en los que la manifestación de sesgos cognitivos es un componente plausible. Ejemplos:
  - El incidente del Gimli Glider,[14] en el que el 23 de julio de 1983 un vuelo de Air Canada de Montreal a Edmonton se quedó sin combustible a 41 000 pies sobre Manitoba debido a un error de medición en el reabastecimiento de combustible, un hecho que luego se determinó que era el resultado de una serie de suposiciones no verificadas hechas por el personal de tierra. Sin poder para operar la radio, el radar u otras ayudas a la navegación, y solo con la operación manual de las superficies de control de la aeronave, la tripulación de vuelo logró ubicar una pista de aterrizaje abandonada de la Fuerza Aérea Canadiense cerca de Gimli. Sin potencia del motor, y con solo el frenado manual de las ruedas, el piloto bajó la aeronave, completa con 61 pasajeros más la tripulación, y la detuvo de manera segura. Este resultado fue el resultado de la habilidad (el piloto tenía experiencia en planeadores) y la suerte (el copiloto simplemente sabía sobre la pista de aterrizaje); no hubo muertes, el daño a la aeronave fue modesto y hubo sobrevivientes informados para informar las modificaciones a los procedimientos de abastecimiento de combustible en todos los aeropuertos canadienses.
  - La pérdida del Mars Climate Orbiter,[15] que el 23 de septiembre de 1999 "se encontró con Marte a una altitud indebidamente baja" y se perdió. La NASA describió la causa sistémica de este percance como una falla organizativa, siendo la causa específica y próxima las suposiciones no verificadas entre los equipos de la misión con respecto a la combinación de unidades métricas y tradicionales de los Estados Unidos utilizadas en diferentes sistemas en la nave. Se puede imaginar una gran cantidad de sesgos cognitivos en esta situación: sesgo de confirmación, sesgo retrospectivo, efecto de exceso de confianza, sesgo de disponibilidad e incluso el meta-sesgo del prejuicio de punto ciego.
  - El incidente de la mina Sullivan [16] del 18 de mayo de 2006, en el que dos profesionales de la minería y dos paramédicos en la mina cerrada de Sullivan en la Columbia Británica, Canadá, todos específicamente capacitados en medidas de seguridad, perdieron la vida al no entender una amenaza para la vida. situación que en retrospectiva era obvia. La primera persona en sucumbir no pudo discernir con precisión un ambiente anóxico en el fondo de un sumidero dentro de un cobertizo de muestreo, al que se accede por una escalera. Después de la primera muerte, otros tres compañeros de trabajo, todos capacitados en situaciones operativas peligrosas, uno tras otro perdieron la vida exactamente de la misma manera, cada uno aparentemente descartando la evidencia del destino de las víctimas anteriores. El poder del sesgo de confirmación por sí solo sería suficiente para explicar por qué sucedió esto, pero probablemente también se manifestaron otros sesgos cognitivos.
  - Las fallas del servicio de ambulancias de Londres, en las que varias fallas del sistema de despacho asistido por computadora (CAD) dieron como resultado demoras en el servicio fuera de las especificaciones e informes de muertes atribuidas a estas demoras. Una falla del sistema en 1992 fue particularmente impactante, con retrasos en el servicio de hasta 11 horas que resultaron en un estimado de 30 muertes innecesarias además de cientos de procedimientos médicos retrasados.[17] Este incidente es un ejemplo de cómo los grandes proyectos de desarrollo de sistemas informáticos presentan fallas importantes en la planificación, el diseño, la ejecución, las pruebas, la implementación y el mantenimiento.[18][19]
  - Atul Gawande, un consumado profesional en el campo de la medicina, relata[20] los resultados de una iniciativa en un importante hospital de los EE. UU., en la que una prueba mostró que los médicos se saltaron al menos uno de solo 5 pasos en 1/3 de ciertos casos de cirugía., después de lo cual se otorgó a las enfermeras la autoridad y la responsabilidad de detectar a los médicos que se saltaban algún paso en una lista de verificación simple destinada a reducir las infecciones de la vía central. En el siguiente período de 15 meses, las tasas de infección pasaron del 11 % al 0 %, se evitaron 8 muertes y se ahorraron unos $2 millones en costos evitables.
  - Otros ejemplos a nivel de resultados negativos resultantes del error humano, que posiblemente incluyan múltiples sesgos cognitivos: la fusión nuclear de Three Mile Island, la pérdida del transbordador espacial Challenger, el incendio del reactor nuclear de Chernobyl, el derribo de un avión de pasajeros de Iran Air, el respuesta ineficaz al evento climático del huracán Katrina, y muchos más.

Cada uno de los aproximadamente 100 sesgos cognitivos conocidos hasta la fecha también puede producir resultados negativos en nuestra vida cotidiana, aunque rara vez tan graves como en los ejemplos anteriores. Una selección ilustrativa, relatada en múltiples estudios:
- Sesgo de confirmación, la tendencia a buscar solo la información que respalda las ideas preconcebidas y descartar la que no. Por ejemplo, escuchar solo un lado de un debate político o no aceptar la evidencia de que el trabajo de uno se ha vuelto redundante.
- Efecto marco, la tendencia a reaccionar a cómo se enmarca la información, más allá de su contenido fáctico. Por ejemplo, elegir no operarse cuando se le dice que tiene una tasa de falla del 10 %, donde uno habría optado por la cirugía si se le dijera que tiene una tasa de éxito del 90 %, u optar por no elegir la donación de órganos como parte de la renovación de la licencia de conducir cuando la opción predeterminada no lo es.
- Efecto de anclaje, la tendencia a producir una estimación cercana a una cantidad de señal que puede o no haber sido ofrecida intencionalmente. Por ejemplo, producir una cotización basada en las preferencias de un gerente o negociar el precio de compra de una casa a partir del monto inicial sugerido por un agente de bienes raíces en lugar de una evaluación objetiva del valor.
- La falacia del apostador (también conocida como sesgo de costo hundido), la incapacidad de restablecer las expectativas de uno en función de la situación actual. Por ejemplo, negarse a pagar nuevamente para comprar un reemplazo de un boleto perdido para un entretenimiento deseado, o negarse a vender una posición larga considerable en acciones en un mercado que cae rápidamente.
- Representatividad heurística, la tendencia a juzgar que algo pertenece a una clase en función de algunas características sobresalientes sin tener en cuenta las tasas base de esas características. Por ejemplo, la creencia de que uno no se volverá alcohólico porque carece de alguna característica de un estereotipo alcohólico, o que tiene una mayor probabilidad de ganar la lotería porque compra boletos del mismo tipo de vendedor que varios grandes ganadores conocidos.
- Efecto halo, la tendencia a atribuir capacidades no verificadas en una persona basándose en una capacidad observada. Por ejemplo, creer la afirmación de un actor ganador de un Óscar sobre la captura de focas del Atlántico, o suponer que un hombre alto y guapo es inteligente y amable.
- Prejuicio de retrospectiva, la tendencia a evaluar las decisiones anteriores de uno como más efectivas de lo que fueron. Por ejemplo, 'recordar' la predicción de uno de que Vancouver perdería la Copa Stanley de 2011, o 'recordar' haber identificado la causa próxima de la Gran Recesión de 2007.
- Heurística de disponibilidad, la tendencia a estimar que lo que se recuerda fácilmente es más probable que lo que no. Por ejemplo, estimar que una reunión informativa sobre planificación municipal será aburrida porque la última reunión a la que asistió (de otro tema) lo fue, o no creer en la promesa de su diputado de luchar por la igualdad de las mujeres porque no se presentó a la recaudación de fondos de venta de pasteles en casa para él.
- Efecto arrastre, la tendencia a hacer o creer lo que otros hacen o creen. Por ejemplo, votar por un candidato político porque su padre votó indefectiblemente por el partido de ese candidato, o no objetar el acoso de alquien porque el resto de sus compañeros no lo hacen.

## En la actualidad
Un número creciente de disciplinas académicas y profesionales están identificando medios para mitigar el sesgo cognitivo. Lo que sigue es una caracterización de los supuestos, teorías, métodos y resultados, en disciplinas relacionadas con la eficacia del razonamiento humano, que plausiblemente se relacionan con una teoría y/o práctica de mitigación del sesgo cognitivo. En la mayoría de los casos, esto se basa en una referencia explícita a los sesgos cognitivos o su mitigación, en otros, en una aplicabilidad no declarada pero evidente. Esta caracterización está organizada a lo largo de líneas que reflejan la segmentación histórica de las disciplinas, aunque en la práctica hay una cantidad significativa de superposición.

### Teoría de la decisión
La teoría de la decisión, una disciplina con raíces en la economía neoclásica, se enfoca explícitamente en el razonamiento humano, el juicio, la elección y la toma de decisiones, principalmente en "juegos de una sola oportunidad" entre dos agentes con o sin información perfecta. El fundamento teórico de la teoría de la decisión asume que todos los que toman decisiones son agentes racionales que intentan maximizar el valor/utilidad económica esperada de sus elecciones, y que para lograr esto utilizan métodos analíticos formales como las matemáticas, la probabilidad, la estadística y la lógica con recursos cognitivos. restricciones
La teoría de la decisión normativa o prescriptiva se ocupa de lo que la gente debe hacer, dada la meta de maximizar el valor/utilidad esperados; en este enfoque no hay una representación explícita en los modelos de los profesionales de factores inconscientes como los sesgos cognitivos, es decir, todos los factores se consideran parámetros de elección consciente para todos los agentes. Los profesionales tienden a tratar las desviaciones de lo que haría un agente racional como "errores de irracionalidad", con la implicación de que la mitigación del sesgo cognitivo solo puede lograrse si los tomadores de decisiones se vuelven más como agentes racionales, aunque no se ofrecen medidas explícitas para lograr esto.
La teoría de la decisión positiva o descriptiva se ocupa de lo que la gente realmente hace; los profesionales tienden a reconocer la existencia persistente de un comportamiento 'irracional', y aunque algunos mencionan la motivación y los sesgos humanos como posibles contribuyentes a dicho comportamiento, estos factores no se hacen explícitos en sus modelos. Los profesionales tienden a tratar las desviaciones de lo que haría un agente racional como evidencia de variables de toma de decisiones importantes, pero aún no comprendidas, y aún no tienen contribuciones explícitas o implícitas que hacer a una teoría y práctica de mitigación del sesgo cognitivo.

### Teoría de juegos
La teoría de juegos, una disciplina con raíces en la economía y la dinámica de sistemas, es un método para estudiar la toma de decisiones estratégicas en situaciones que involucran interacciones de múltiples pasos con múltiples agentes con o sin información perfecta. Al igual que con la teoría de decisiones, la base teórica de la teoría de juegos asume que todos los que toman decisiones son agentes racionales que intentan maximizar el valor/utilidad económica esperada de sus elecciones, y que para lograr esto utilizan métodos analíticos formales como matemáticas, probabilidad, estadística, y lógica bajo limitaciones de recursos cognitivos.
Una diferencia importante entre la teoría de la decisión y la teoría de juegos es la noción de "equilibrio", una situación en la que todos los agentes acuerdan una estrategia porque cualquier desviación de esta estrategia castiga al agente que se desvía. A pesar de las pruebas analíticas de la existencia de al menos un equilibrio en una amplia gama de escenarios, las predicciones de la teoría de juegos, como las de la teoría de decisiones, a menudo no coinciden con las elecciones humanas reales. Al igual que con la teoría de la decisión, los profesionales tienden a ver tales desviaciones como "irracionales" y, en lugar de intentar modelar tal comportamiento, sostienen implícitamente que la mitigación del sesgo cognitivo solo puede lograrse si los tomadores de decisiones se vuelven más como agentes racionales.
En toda la gama de modelos de la teoría de juegos hay muchos que no garantizan la existencia de equilibrios, es decir, hay situaciones de conflicto en las que no hay un conjunto de estrategias de los agentes que todos los agentes estén de acuerdo en sus mejores intereses. Sin embargo, incluso cuando existen equilibrios teóricos, es decir, cuando las estrategias de decisión óptimas están disponibles para todos los agentes, los que toman las decisiones en la vida real a menudo no las encuentran; de hecho, a veces aparentemente ni siquiera intentan encontrarlos, lo que sugiere que algunos agentes no son consistentemente 'racionales'. la teoría de juegos no parece dar cabida a ningún tipo de agente que no sea el agente racional.

### Conducta económica
A diferencia de la economía neoclásica y la teoría de la decisión, la economía del comportamiento y el campo relacionado, las finanzas del comportamiento, consideran explícitamente los efectos de los factores sociales, cognitivos y emocionales en las decisiones económicas de los individuos. Estas disciplinas combinan conocimientos de la psicología y la economía neoclásica para lograrlo.
La teoría de la perspectiva fue una de las primeras inspiraciones de esta disciplina, y sus practicantes la han desarrollado aún más. Es una de las primeras teorías económicas que reconoce explícitamente la noción de sesgo cognitivo, aunque el modelo en sí solo da cuenta de unos pocos, incluida la aversión a las pérdidas, el sesgo de anclaje y ajuste, el efecto dotación y quizás otros. No se hace mención en la teoría prospectiva formal de la mitigación del sesgo cognitivo, y no hay evidencia de trabajos revisados por pares sobre la mitigación del sesgo cognitivo en otras áreas de esta disciplina.
Sin embargo, Daniel Kahneman y otros han escrito artículos recientes en revistas comerciales y de negocios que abordan la noción de mitigación del sesgo cognitivo de forma limitada. Estas contribuciones afirman que la mitigación del sesgo cognitivo es necesaria y ofrecen sugerencias generales sobre cómo lograrlo, aunque la orientación se limita a solo unos pocos sesgos cognitivos y no es evidentemente generalizable a otros.

### Neuroeconomía
La neuroeconomía es una disciplina que es posible gracias a los avances en las tecnologías de imágenes de la actividad cerebral. Esta disciplina fusiona algunas de las ideas de la economía experimental, la economía del comportamiento, la ciencia cognitiva y las ciencias sociales en un intento por comprender mejor la base neuronal para la toma de decisiones humanas.
Los experimentos de fMRI sugieren que el sistema límbico está consistentemente involucrado en la resolución de situaciones de decisión económica que tienen valencia emocional, la inferencia es que esta parte del cerebro humano está implicada en la creación de las desviaciones de las elecciones de agentes racionales observadas en la toma de decisiones económicas emocionalmente valentes. Los profesionales de esta disciplina han demostrado correlaciones entre la actividad cerebral en esta parte del cerebro y la actividad de prospección, y se ha demostrado que la activación neuronal tiene efectos medibles y consistentes en la toma de decisiones. Estos resultados deben considerarse especulativos y preliminares, pero no obstante sugieren la posibilidad de identificación en tiempo real de estados cerebrales asociados con la manifestación del sesgo cognitivo y la posibilidad de intervenciones intencionadas a nivel neuronal para lograr la mitigación del sesgo cognitivo.

### Psicología cognitiva
Varias corrientes de investigación en esta disciplina son dignas de mención por su posible relevancia para una teoría de la mitigación del sesgo cognitivo.
Un enfoque de mitigación sugerido originalmente por Daniel Kahneman y Amos Tversky, ampliado por otros y aplicado en situaciones de la vida real, es el  pronóstico por clase de referencia. Este enfoque implica tres pasos: con un proyecto específico en mente, identificar una serie de proyectos anteriores que comparten una gran cantidad de elementos con el proyecto bajo escrutinio; para este grupo de proyectos, establecer una distribución de probabilidad del parámetro que se está pronosticando; y, comparar el proyecto específico con el grupo de proyectos similares, a fin de establecer el valor más probable del parámetro seleccionado para el proyecto específico. Este método simple enmascara la complejidad potencial con respecto a la aplicación a proyectos de la vida real: pocos proyectos se caracterizan por un solo parámetro; múltiples parámetros complican exponencialmente el proceso; recopilar suficientes datos sobre los cuales construir distribuciones de probabilidad sólidas es problemático; y, los resultados del proyecto rara vez son inequívocos y su reportaje a menudo está sesgado por los intereses de las partes interesadas. No obstante, este enfoque tiene mérito como parte de un protocolo de mitigación del sesgo cognitivo cuando el proceso se aplica con el máximo de diligencia, en situaciones en las que se dispone de buenos datos y se puede esperar que todas las partes interesadas cooperen. Un concepto arraigado en consideraciones de la maquinaria real del razonamiento humano, la racionalidad limitada es uno que puede informar avances significativos en la mitigación del sesgo cognitivo. Originalmente concebida por Herbert A. Simon en la década de 1960 y que condujo al concepto de satisfacción en lugar de optimización, esta idea encontró expresión experimental en el trabajo de Gerd Gigerenzer y otros. Una línea del trabajo de Gigerenzer condujo al marco "Rápido y frugal" del mecanismo de razonamiento humano, que se centró en la primacía del "reconocimiento" en la toma de decisiones, respaldado por heurísticas de resolución de empates que operan en un entorno de bajos recursos cognitivos.. En una serie de pruebas objetivas, los modelos basados en este enfoque superaron a los modelos basados en agentes racionales que maximizan su utilidad utilizando métodos analíticos formales. Una contribución a la teoría y práctica de la mitigación del sesgo cognitivo desde este enfoque es que aborda la mitigación sin apuntar explícitamente a los sesgos cognitivos individuales y se enfoca en el mecanismo de razonamiento en sí mismo para evitar la manifestación de los sesgos cognitivos.
El entrenamiento situacional intensivo es capaz de proporcionar a los individuos lo que parece ser una mitigación del sesgo cognitivo en la toma de decisiones, pero equivale a una estrategia fija de seleccionar la mejor respuesta individual a situaciones reconocidas, independientemente del "ruido" en el entorno. Estudios y anécdotas reportadas en medios de comunicación de audiencia popular de capitanes de bomberos, líderes de pelotones militares y otros que hacen juicios rápidos y correctos bajo presión extrema sugieren que estas respuestas probablemente no son generalizables y pueden contribuir a una teoría y práctica de la mitigación del sesgo cognitivo solo la idea general del entrenamiento intensivo específico del dominio.De manera similar, la capacitación a nivel de expertos en disciplinas fundamentales como matemáticas, estadística, probabilidad, lógica, etc. puede ser útil para mitigar el sesgo cognitivo cuando el estándar de desempeño esperado refleja dichos métodos analíticos formales. Sin embargo, un estudio de profesionales de la ingeniería de software sugiere que para la tarea de estimar proyectos de software, a pesar del fuerte aspecto analítico de esta tarea, los estándares de desempeño centrados en el contexto social del lugar de trabajo eran mucho más dominantes que los métodos analíticos formales. Este hallazgo, si se puede generalizar a otras tareas y disciplinas, descartaría el potencial de la capacitación a nivel de expertos como un enfoque de mitigación del sesgo cognitivo y podría aportar una idea limitada pero importante a una teoría y práctica de la mitigación del sesgo cognitivo.
Los experimentos de laboratorio en los que la mitigación del sesgo cognitivo es un objetivo explícito son raros. Un estudio de 1980 exploró la noción de reducir el sesgo de optimismo mostrando a los sujetos los resultados de una tarea de razonamiento de otros sujetos, con el resultado de que su toma de decisiones posterior estaba algo sesgada.
Un esfuerzo de investigación reciente de Morewedge y sus colegas (2015) encontró evidencia de formas de eliminación de sesgo de dominio general. En dos experimentos longitudinales, las técnicas de entrenamiento de eliminación de sesgos con juegos interactivos que provocaron seis sesgos cognitivos (anclaje, punto ciego del sesgo, sesgo de confirmación, error de atribución fundamental, sesgo de proyección y representatividad), proporcionaron a los participantes retroalimentación individualizada, estrategias de mitigación y práctica, dieron como resultado en una reducción inmediata de más del 30% en la comisión de los sesgos y una reducción a largo plazo (retraso de 2 a 3 meses) de más del 20%. Los videos instructivos también fueron efectivos, pero menos efectivos que los juegos.

### Psicología evolutiva
Esta disciplina desafía explícitamente la opinión predominante de que los humanos son agentes racionales que maximizan el valor/utilidad esperados, utilizando métodos analíticos formales para hacerlo. Practicantes como Cosmides, Tooby, Haselton, Confer y otros postulan que los sesgos cognitivos se conocen más correctamente como heurística cognitiva, y deben verse como un conjunto de herramientas de atajos cognitivos seleccionados por presión evolutiva y, por lo tanto, son características más que defectos, como se supone en la opinión predominante. Los modelos teóricos y los análisis que respaldan este punto de vista son abundantes. Este punto de vista sugiere que los resultados negativos del razonamiento surgen principalmente porque los desafíos de razonamiento que enfrentan los humanos modernos, y el contexto social y político en el que se presentan, exigen nuestro antiguo "juego de herramientas heurísticas" que, en el mejor de los casos, crean confusión sobre qué heurística aplicar. en una situación dada y, en el peor de los casos, generar lo que los seguidores de la opinión prevaleciente denominan "errores de razonamiento".
De manera similar, Mercier y Sperber describen una teoría para el sesgo de confirmación, y posiblemente otros sesgos cognitivos, que se aparta radicalmente del punto de vista predominante, que sostiene que el razonamiento humano está destinado a ayudar a las decisiones económicas individuales. Su visión sugiere que evolucionó como un fenómeno social y que el objetivo era la argumentación, es decir, convencer a otros y tener cuidado cuando otros intentan convencernos. Es demasiado pronto para decir si esta idea se aplica de manera más general a otros sesgos cognitivos, pero el punto de vista que respalda la teoría puede ser útil en la construcción de una teoría y práctica de mitigación del sesgo cognitivo.
Hay una convergencia emergente entre la psicología evolutiva y el concepto de que nuestro mecanismo de razonamiento se segrega (aproximadamente) en 'Sistema 1' y 'Sistema 2'.  Desde este punto de vista, el Sistema 1 es la 'primera línea' del procesamiento cognitivo de todas las percepciones, incluidas las 'pseudopercepciones' generadas internamente, que de forma automática, subconsciente y casi instantánea produce juicios con valencia emocional sobre su efecto probable en el bienestar del individuo.. Por el contrario, el Sistema 2 es responsable del "control ejecutivo", tomando los juicios del Sistema 1 como avisos, haciendo predicciones futuras, a través de la prospección, de su actualización y luego eligiendo qué avisos, si los hay, actuar. Desde este punto de vista, el Sistema 2 es lento, ingenuo y perezoso, por lo general recurre a los avisos del Sistema 1 y los anula solo cuando se lo entrena intensamente o cuando se produciría una disonancia cognitiva. Desde este punto de vista, nuestro 'juego de herramientas heurísticas' reside en gran medida en el Sistema 1, conforme a la visión de que los sesgos cognitivos son inconscientes, automáticos y muy difíciles de detectar y anular. Los practicantes de la psicología evolutiva enfatizan que nuestro conjunto de herramientas heurísticas, a pesar de la aparente abundancia de "errores de razonamiento" que se le atribuyen, en realidad funciona excepcionalmente bien, dada la velocidad a la que debe operar, el rango de juicios que produce y lo que está en juego. La visión del Sistema 1/2 del mecanismo de razonamiento humano parece tener plausibilidad empírica (ver Neurociencia, a continuación, y para los argumentos empíricos y teóricos en contra, ver ) y por lo tanto puede contribuir a una teoría y práctica. de mitigación del sesgo cognitivo.

### Neurociencia
La neurociencia ofrece apoyo empírico para el concepto de segregar el mecanismo de razonamiento humano en el Sistema 1 y el Sistema 2, como se describió anteriormente, basándose en experimentos de imágenes de actividad cerebral utilizando tecnología fMRI. Si bien esta noción debe seguir siendo especulativa hasta que se realicen más trabajos, parece ser una base productiva para concebir opciones para construir una teoría y práctica de mitigación del sesgo cognitivo.

### Antropología
Los antropólogos han proporcionado escenarios generalmente aceptados de cómo vivían nuestros antepasados y qué era importante en sus vidas. Estos escenarios de organización social, política y económica no son uniformes a lo largo de la historia o la geografía, pero existe un grado de estabilidad a lo largo de la era Paleolítica y el Holoceno en particular. Esto, junto con los hallazgos de la psicología evolutiva y la neurociencia anteriores, sugiere que nuestras heurísticas cognitivas están en su mejor momento cuando operan en un entorno social, político y económico más parecido al del Paleolítico/Holoceno. Si esto es cierto, entonces uno de los posibles medios para lograr al menos cierta mitigación del sesgo cognitivo es imitar, tanto como sea posible, los escenarios sociales, políticos y económicos del Paleolítico/Holoceno cuando uno realiza una tarea de razonamiento que podría atraer efectos negativos del sesgo cognitivo.

### Ingeniería de confiabilidad humana
Se han desarrollado una serie de paradigmas, métodos y herramientas para mejorar la confiabilidad del desempeño humano dentro de la disciplina de la ingeniería de confiabilidad humana. Aunque se presta cierta atención al mecanismo de razonamiento humano en sí, el enfoque dominante es anticipar situaciones problemáticas, restringir las operaciones humanas a través de mandatos de procesos y guiar las decisiones humanas a través de protocolos de respuesta fijos específicos para el dominio involucrado. Si bien este enfoque puede producir respuestas efectivas a situaciones críticas bajo estrés, los protocolos involucrados deben verse como de generalización limitada más allá del dominio para el que fueron desarrollados, con la implicación de que las soluciones en esta disciplina pueden proporcionar solo marcos genéricos para una teoría y práctica. de mitigación del sesgo cognitivo.

### Aprendizaje automático
El aprendizaje automático, una rama de la inteligencia artificial, se ha utilizado para investigar el aprendizaje humano y la toma de decisiones.
Una técnica particularmente aplicable a la mitigación del sesgo cognitivo es el aprendizaje de redes neuronales y la selección de opciones, un enfoque inspirado en la estructura y función imaginadas de redes neuronales biológicas reales en el cerebro humano. La estructura de propagación y recopilación de señales interconectadas y multicapa típica de los modelos de redes neuronales, donde los pesos gobiernan la contribución de las señales a cada conexión, permite que los modelos muy pequeños realicen tareas de toma de decisiones bastante complejas con alta fidelidad.
En principio, tales modelos son capaces de modelar la toma de decisiones que toman en cuenta las necesidades y motivaciones humanas dentro de los contextos sociales, y sugieren su consideración en una teoría y práctica de mitigación del sesgo cognitivo. Desafíos para hacer realidad este potencial: acumular la cantidad considerable de 'conjuntos de entrenamiento' apropiados del mundo real para la porción de red neuronal de tales modelos; caracterizar situaciones y resultados de toma de decisiones de la vida real para impulsar modelos de manera efectiva; y la falta de mapeo directo de la estructura interna de una red neuronal a los componentes del mecanismo de razonamiento humano.

### Ingeniería de software
Esta disciplina, aunque no se centra en mejorar los resultados del razonamiento humano como objetivo final, es una en la que se ha reconocido explícitamente la necesidad de dicha mejora, aunque el término "mitigación del sesgo cognitivo" no se usa universalmente.
Un estudio identifica pasos específicos para contrarrestar los efectos del sesgo de confirmación en ciertas fases del ciclo de vida de la ingeniería de software.
Otro estudio da un paso atrás al centrarse en los sesgos cognitivos y describe un marco para identificar "Normas de rendimiento", criterios mediante los cuales los resultados del razonamiento se juzgan correctos o incorrectos, a fin de determinar cuándo se requiere mitigar el sesgo cognitivo, para guiar la identificación. de los sesgos que pueden estar 'en juego' en una situación del mundo real, y posteriormente prescribir sus mitigaciones. Este estudio se refiere a un amplio programa de investigación con el objetivo de avanzar hacia una teoría y práctica de mitigación del sesgo cognitivo.